# Distrito de Loèche
Pronunciação
O Distrito de Loèche (em alemão: Leuk) é um dos 14 distritos do Cantão suíço do Valais e que tem como capital a cidade de Loèche. Neste distrito do Valais, a língua oficial é o alemão.
Segundo o censo de 2010, o distrito ocupa uma superfeicie de 336 km2, tem uma população total de 12 294 hab. o que faz uma densidade de 36,6 hab/km2. O distrito é  constituído por 15 comunas .

## Imagens

Bandeira do Cantão do Valais
Armas de Loèche
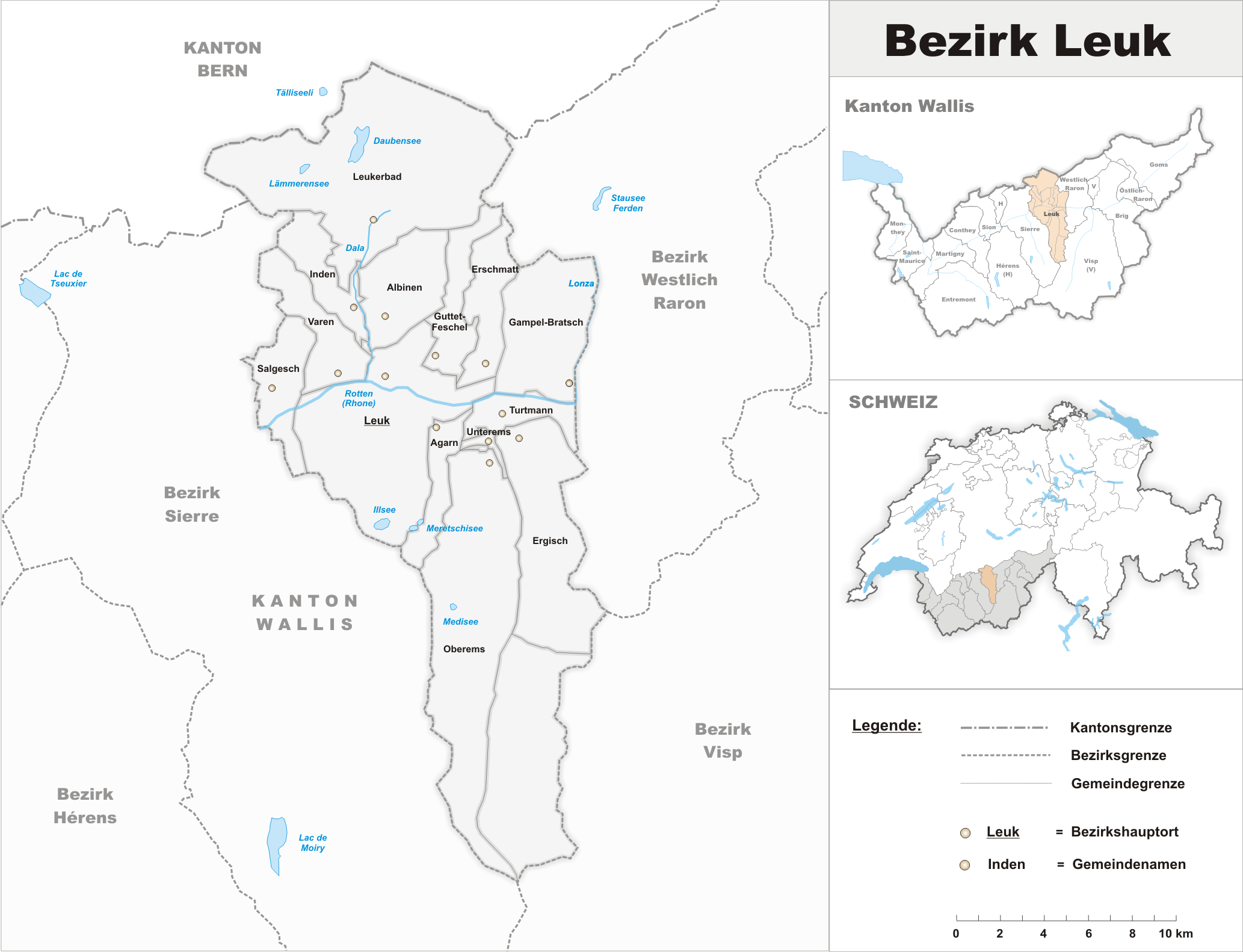
Distrito de Loèche

## Comunas
O Distrito Loèche e as suas 14 comunas:
| No OCS | De Agarn ...   | No OCS | ... a Varonne    |
| ------ | -------------- | ------ | ---------------- |
| 6101   | Agarn          | 6110   | Loèche           |
| 6102   | Albinen        | 6111   | Loèche-les-Bains |
| 6104   | Ergisch        | 6112   | Oberems          |
| 6105   | Erschmatt      | 6113   | Salquenen        |
| 6118   | Gampel-Bratsch | 6114   | Tourtemagne      |
| 6117   | Guttet-Feschel | 6115   | Unterems         |
| 6109   | Inden          | 6116   | Varonne          |